# Upplands runinskrifter 262
Upplands runinskrifter 262 är ett försvunnet vikingatida runstensfragment i Fresta kyrka, Fresta socken och Upplands Väsby kommun. Fragmentet är inmurat i den norra kyrkoväggen och är dolt under rappningen. Runstensfragmentets storlek är ungefär 1,60 gånger 1,15 meter. Ristningen är signerad av Öpir.

## Inskriften
Translitterering av runraden:
[...l · lit · r... ... broþur × sin ' en ybiʀ · risti ru]
Normalisering till runsvenska:
... let r[æisa] ... broður sinn. En Øpiʀ risti runaʀ.
Översättning till nusvenska:
... lät resa ... sin broder. Och Öpir ristade runorna.